# Jörgen Lötgård
Jörgen Per Gunnar Lötgård, född 25 maj 1978, är en svensk radioprofil och komiker.

## Komiker
Jörgen Lötgård växte upp i Norrlanda socken på Gotland. Han gick läsåret 1998–1999 radiolinjen på Kalix folkhögskola. Han har gjort radioprogram tillsammans med bland andra Pontus Enhörning och Annika Lantz i Sveriges Radio P3. Han har medverkat i radioprogram som Önska, Svenska Högtider, En typisk svensk sommar och Doktor Helg men är kanske mest känd som programledare för humorsuccén Deluxe i P3 där han ligger bakom karaktärer som Leif GW, Jocke Tuffing och Dirk McStride.
Han har även gästspelat i Kvarteret Skatan på SVT. Hösten 2008 började han som ståuppkomiker igen. Han medverkar som städaren "Pelle" i Hälliwüüd Radio
Tillsammans med en del av gänget bakom Deluxe gjorde Lötgård den populära humorpodcasten Via Lascaris vilken utkom veckovis mellan 2012 och 2018, med vissa avbrott.

## Filmare
Lötgård har ett förflutet som dokumentärfilm-fotograf. Bland verken finns en film om den finska mattvättningstraditionen som sändes i SVT under hösten 1999.[källa behövs]

## Musiker
Lötgård gör även elektronisk musik under artistnamnet Ick. Musiken har spelats i P3, bland annat i P3 Lab och P3 Elektro. Bland titlarna finns "Räkna ihop och ge igen", "Tyska Klockan", "Syra", "Gubbklubb".  Han har också ett förflutet i hiphop-duon "Sydväst". Deras största hit är "Fiska Fisk". Storbandet Vintersaga är också ett av hans musikaliska projekt. Lötgårds första band var Le Sponken som rönte en hel del medial uppmärksamhet på Gotland i mitten av 1990-talet.[källa behövs]

## Radio
Våren 2011 var han vikarierande programledare i Morgonpasset i P3 under fem veckor, tillsammans med Kodjo Akolor och Hanna Hellquist.
Mellan 2013 och 2016 var Lötgård en ordinarie del av uppsättningen programledare i Morgonpasset. Övriga ordinarie programledare var Kodjo Akolor, Hanna Hellquist, Martina Thun, David Druid, Sara Kinberg och Victor Linner.
Vintern 2020 började han åter sända radio i P3 tillsammans med Hanna Hellquist och Kodjo Akolor, nu på eftermiddagar. 
Sedan 2021 leder han P3 Krysset. 